# Otto Höglund
Otto Magnus Höglund, född 23 september 1846 i Sankt Nikolai församling, Stockholm, död 7 februari 1933 i Engelbrekts församling, Stockholms stad, var en svensk affärsman, riksdags- och kommunalpolitiker.

## Biografi
Höglund blev student vid Uppsala universitet 1864, filosofie doktor 1872 och var 1879–1913 delägare i firman N. M. Höglunds söner & komp. Höglund, som var utpräglad högerman, men frihandlare, var ledamot av andra kammaren för Stockholms stads valkrets vid sommarriksdagen 1887 samt mandatperioderna 1894–1899. I riksdagen var han 1895 ledamot av hemliga utskottet och bolagsutskottet.
Under sin tid som riksgäldsfullmäktig 1889–1915 (vice ordförande och förste deputerad 1904–1915), tog Höglund verksamt initiativ till utjämnande av den spänning, som länge rått mellan Riksbanken och Riksgäldskontoret till följd av den konkurrerande utlåning Riksgäldskontoret bedrivit med de från Statskontoret levererade överskottsmedlen. Först genom den nya banklagstiftningen kunde emellertid syftet fullständigt förverkligas.
Som kommunalpolitiker och affärsman intog Höglund i många år en framträdande ställning. Han var stadsfullmäktig 1889–1917 samt ledamot av handels- och sjöfartsnämnden 1886–1917. Genom sin motion 1903 tog Höglund initiativ till det slutligen 1908 genomförda nyupprättandet av en hamnstyrelse för Stockholms stad; den gamla hamnstyrelsen synes ha upphävts på 1840-talet. Höglund var styrelsens förste ordförande till 1916 och tog som sådan ledande del i genomdrivandet av stadsfullmäktigebeslutet om Hammarbyledens byggande. Höglund var ledamot av bolagskommittén 1887–1890 och av kommittén angående lag om köp och byte av lösegendom 1902–1903.